# Canciones para una orquesta química. Singles y EP 1993 - 1999
Doble CD recopilatorio con todos los singles y eps publicados por Los Planetas desde su primer ep (Medusa ep, 1993) hasta ¡Dios existe! El rollo mesiánico de Los Planetas (1999).
Alcanzó el puesto 23 en las listas de ventas españolas.
DISCO 1
1. Pegado a ti 2:36
2. Mi hermana pequeña 3:52
3. El centro del cerebro 3:12
4. Cada vez 3:58
5. Brigitte 2:45
6. Si está bien 3:23
7. Qué puedo hacer 3:06
8. Espiral (demo) 3:50
9. Rey Sombra (mix 2) 4:28
10. Nuevas sensaciones 2:46
11. La casa 4:32
12. Desorden (mix 2) 3:59
13. De viaje (mix 2) 4:14
14. Himno generacional #83 2:10
15. Prefiero bollitos 5:40
16. Manchas solares 3:43

DISCO 2
1. David y Claudia 2:03
2. La verdadera historia 4:22
3. Punk 1:28
4. Cielo del norte (Northern Sky) 4:02
5. Vuelve la canción protesta 3:38
6. Nueva visita a la casa 2:59
7. Segundo premio (radio edit) 4:48
8. Algunos amigos 3:48
9. Cumpleaños total 3:07
10. Sin título (demo) 4:45
11. La playa 4:01
12. El coleccionista 4:41
13. ( ) 1:00
14. Prueba esto 3:28
15. Un día en las carreras de coches 4:24
16. Mejor que muerto 7:34
17. La guerra de las galaxias 5:57

Ilustraciones y diseño gráfico: Javier Aramburu.
- Datos: Q5747179